# Blanche Gardin
Pour les articles homonymes, voir Blanche et Gardin.
Blanche Gardin, née le 3 avril 1977 à Suresnes, est une humoriste, comédienne et scénariste française. Elle se fait connaître du grand public grâce à sa participation au Jamel Comedy Club et pour son rôle dans la série télévisée WorkinGirls sur Canal+, puis devient populaire avec ses spectacles en stand-up. Elle remporte deux années de suite un Molière de l'humour pour ses spectacles Je parle toute seule et Bonne nuit Blanche en 2018 et 2019. Comme scénariste, elle a notamment coécrit le programme court Parents mode d'emploi, diffusé sur France 2.

## Biographie

### Débuts et révélation
Née le 3 avril 1977, à Suresnes d'un père professeur de linguistique, communiste, et d'une mère romancière et traductrice, Blanche Ariel Marie Gardin obtient un DEA de sociologie à l'université Paris-Nanterre en 2001,, sur l’incorporation de la culture policière, au sens bourdieusien du terme : comment on intègre dans son corps le fait d’être policier. Après des débuts en tant qu'éducatrice en banlieue parisienne, elle est repérée grâce à un DVD de sketchs faits avec un ami, Ali Arhab, envoyé à l'animateur de Canal+ Karl Zéro. Il l'intègre sur les derniers mois de son émission Le Vrai Journal. Kader Aoun la présente alors à Jamel Debbouze.
Durant l'été 2006, l'humoriste est révélée par la première saison du Jamel Comedy Club. Elle participe aux spectacles et tournées organisés sous ce nom durant trois ans.
Parallèlement, la chaîne Comédie! lui confie les rênes d'une émission hebdomadaire de vingt-six minutes diffusée à partir du 10 mars 2007. Blanche Gardin anime l'émission Ligne Blanche et joue dans des sketchs à personnages récurrents (Marjorie Poulet, la grand-mère, etc.). Dix-huit épisodes sont diffusés jusqu'en 2008.
Avant d'entamer des carrières solo, les membres de la bande du Jamel Comedy Club se retrouvent pour deux projets : le doublage d'un film des studios Walt Disney, Le Chihuahua de Beverly Hills de Raja Gosnell ; une série télévisée parodique, Inside Jamel Comedy Club, diffusée en 2009 par Canal+. Blanche Gardin fait non seulement partie de la distribution principale, mais elle est coscénariste de tous les épisodes de l'unique saison, aux côtés de Fabrice Éboué et Thomas Ngijol.

### Carrière en solo
Elle enchaîne avec des rôles secondaires dans des longs-métrages, sortant tous en 2011 : le drame La Lisière ; puis les comédies Low Cost, de Maurice Barthélemy, et surtout Case départ, de Lionel Steketee, Fabrice Éboué et Thomas N'Gijol. Elle y joue la femme du personnage incarné par Éboué. Elle participe également à des téléfilms.
Après deux apparitions dans la série Bref, elle revient en 2012 à la télévision, dans la nouvelle série WorkinGirls, diffusée sur Canal+. Elle joue Hélène Grilloux, une employée de bureau naïve au grand cœur. Après trois saisons, un téléfilm spécial de Noël est diffusé en décembre 2014. C'est la dernière participation de Blanche Gardin à la série.
En 2013, elle participe à la création de la short-com Parents mode d'emploi pour France 2, dont elle écrit plusieurs épisodes. Le programme est un succès. Elle retrouve Fabrice Éboué avec qui elle coécrit Le Crocodile du Botswanga, satire d'une dictature africaine. La même année, elle participe au film 20 ans d'écart avec Virginie Efira et Pierre Niney où elle interprète une photographe de mode odieuse.
En 2015, elle joue son one-woman-show, Il faut que je vous parle !, mis en scène par Alain Degois, alias Papy. Elle en tire un livre du même nom, publié l'année suivante. En avril 2015, elle dit, dans un entretien, avoir été très influencée dans son travail par Louis C.K..

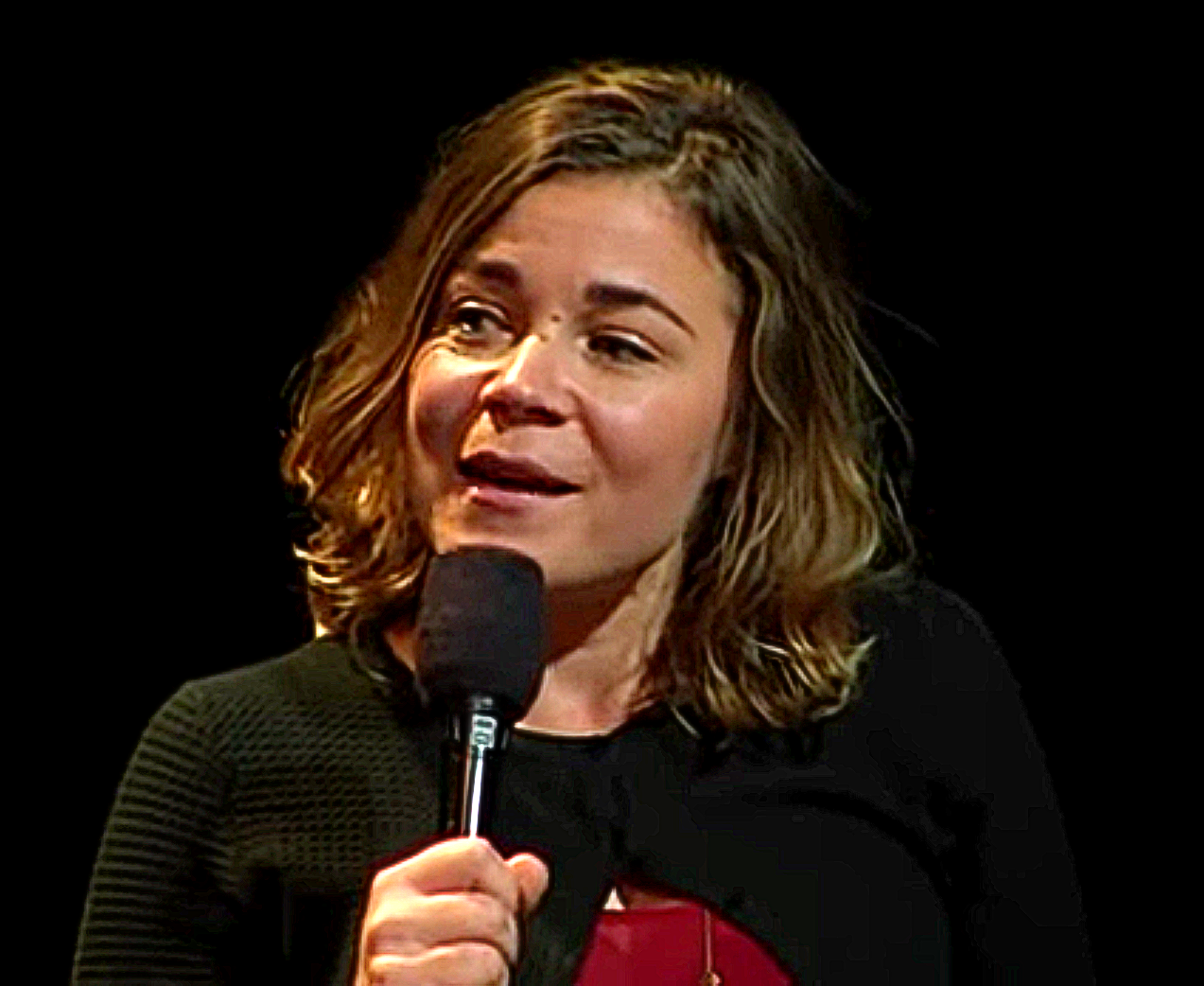
Blanche Gardin en 2016.

En 2016, elle participe à deux comédies : Adopte un veuf, de François Desagnat, et Tamara, d'Alexandre Castagnetti, adaptation d'une bande dessinée. Elle écrit avec Noé Debré le scénario du troisième film d'Éric Judor en tant que réalisateur : Problemos. Elle y joue aussi le rôle de Gaya (cette écriture faisant partie de la satire ; l'orthographe correcte étant Gaïa).
Elle crée en 2016 sa propre entreprise de production : « White Spirit ».
En 2017, elle joue au théâtre parisien L'Européen Je parle toute seule, stand-up mis en scène par Maïa Sandoz. Ce seule-en-scène lui vaut le Molière du meilleur spectacle d'humour, face à Jérôme Commandeur, Jamel Debbouze, Fabrice Éboué et Manu Payet. Le 28 mai 2018, dans une actualité marquée par le procès du producteur américain Harvey Weinstein, accusé de multiples agressions sexuelles et viols, mais aussi par le vent de polémiques et débats apportés par la vague #BalanceTonPorc, Blanche Gardin présente elle-même la remise de ce Molière, et se remet donc le trophée. Elle déclare d'ailleurs ironiquement dans son discours : « Attendez, je suis la seule femme nommée, l'année de l'affaire Weinstein… C'est tout moi ça, c'est l'histoire de ma vie : le jour où j'ai un prix, il a aucune valeur. J'ai l'impression d'être un rebeu du 9-3 qui vient d'être admis à Sciences Po ».
En 2018, Blanche Gardin joue Bonne nuit Blanche, stand-up mis en scène par Maïa Sandoz, qui lui vaut en 2019 le Molière du meilleur spectacle d'humour.
En 2021, Blanche Gardin offre un rôle secondaire à Louis C.K. dans sa série La Meilleure Version de moi-même, diffusée sur Canal+, une série qui « trouble à force de jouer avec insistance sur la frontière entre rire avec et rire contre » selon Marc Weitzmann,.

## Engagements et controverses
En janvier 2018, elle annonce son soutien à Louis C.K., accusé par plusieurs comédiennes de s’être masturbé en leur présence ou d’avoir proposé de le faire, en déclarant dans Télérama : « Le fait qu'on puisse mettre dans le même sac un producteur qui viole des actrices et un mec dont le fétichisme, c'est de se masturber devant des femmes en leur demandant s'il peut le faire, ça veut bien dire qu'il y a un gros problème de nuances dans notre société moderne ».
Elle est engagée à la Fondation pour le logement des défavorisés (anciennement Fondation abbé Pierre), qu'elle parraine et soutient financièrement pour le logement pour tous. Ainsi, elle participe à la cérémonie Les Pics d'Or, organisée par la fondation Abbé-Pierre, pour dénoncer, avec ironie, le mobilier urbain anti-SDF.
Le 3 avril 2019, elle refuse d'être distinguée dans l'ordre des Arts et des Lettres, décoration proposée à l'artiste par le ministre de la Culture Franck Riester : « Je ne pourrai accepter une récompense que sous un gouvernement qui tient ses promesses et qui met tout en œuvre pour sortir les personnes sans domicile de la rue ».
En avril 2022, elle signe une tribune avec deux mille autres personnalités, dans laquelle elle appelle à voter pour Jean-Luc Mélenchon en vue de l'élection présidentielle française de 2022.
Le journal L'Express constate qu'elle est qualifiée de « réac de gauche » par ses détracteurs, après qu'elle a refusé de participer à LOL : qui rit, sort !, en avril 2023, en raison notamment du salaire excessif offert, du management des employés ou de l’empreinte carbone de l'entreprise Bezos, et qu'elle a critiqué le mouvement woke en juillet de la même année.
Le 1er juillet 2024, dans une intervention scénique lors de la soirée « Voices for Gaza », avec Aymeric Lompret et d'autres artistes, elle crée la polémique en se moquant de ceux qui l'accusent d'être antisémite en raison de sa dénonciation de la situation subie par les Palestiniens. Elle y déclare, entre autres : « Bonsoir, je m’appelle Blanche et depuis le 7 octobre, je suis antisémite » en s'opposant à l'humoriste Sophia Aram : « Il faudrait que je sois islamophobe, comme Sophia Aram. »
Dans un entretien à Télérama, en réaction à ce sketch, elle affirme avoir été « écartée » du monde du cinéma duquel elle ne reçoit plus de propositions .

## Vie privée
En novembre 2018, l'humoriste Louis C.K. officialise leur liaison, alors qu'ils ont été vus main dans la main dans les rues de New York le mois précédent. Dans un entretien pour Le Point en juillet 2023, elle indique être célibataire,.

## Filmographie

### Actrice

#### Cinéma
- 2009 : Le Chihuahua de Beverly Hills de Raja Gosnell : Delta (voix française)
- 2010 : Happy Few d'Antony Cordier : la sœur de Rachel
- 2011 : La Lisière de Géraldine Bajard : Clothilde
- 2011 : Low Cost de Maurice Barthélemy : Gaétane
- 2011 : Case départ de Lionel Steketee, Fabrice Éboué et Thomas Ngijol : Corinne
- 2011 : La guerre est déclarée de Valérie Donzelli : l'hôtesse d'accueil de l'hôpital
- 2013 : 20 ans d'écart de David Moreau : la photographe, Patrick
- 2015 : Les Souvenirs de Jean-Paul Rouve : la femme de l'office de tourisme
- 2016 : La Dream Team de Thomas Sorriaux : Coco
- 2016 : Adopte un veuf de François Desagnat : Rose
- 2016 : Tamara d'Alexandre Castagnetti : Valérie (la voisine)
- 2017 : Problemos d'Éric Judor : Gaïa
- 2018 : Je ne suis pas un homme facile d'Éléonore Pourriat : Sybille
- 2018 : Tamara Vol.2 d'Alexandre Castagnetti : Valérie, la voisine
- 2019 : Selfie de Thomas Bidegain, Marc Fitoussi, Tristan Aurouet, Cyril Gelblat et Vianney Lebasque : Stéphanie
- 2020 : #Jesuislà d'Éric Lartigau : Suzanne
- 2020 : Effacer l'historique de Benoît Delépine et Gustave Kervern : Marie
- 2021 : France de Bruno Dumont : Lou
- 2021 : Oranges sanguines de Jean-Christophe Meurisse : la gynécologue
- 2022 : Fumer fait tousser de Quentin Dupieux : Tony
- 2022 : Tout le monde aime Jeanne de Céline Devaux : Jeanne
- 2023 : Yannick de Quentin Dupieux : Sophie Denis
- 2023 : Le Livre des solutions de Michel Gondry : Charlotte
- 2024 : Dans la peau de Blanche Houellebecq de Guillaume Nicloux : elle-même
- 2025 : L'Incroyable Femme des neiges de Sébastien Betbeder : Coline Morel
- 2025 : Un monde merveilleux de Giulio Callegari : Max
- 2025 : Maya, donne-moi un autre titre de Michel Gondry : la narratrice (voix)

#### Télévision
- 2006 : Jamel Comedy Club, saison 1 (émission de télévision créée par Jamel Debbouze) : elle-même
- 2006 : Le Grand Journal (Canal +) : Portraits des invités / Auteur-interprète de sketchs Les Intermythos
- 2007 : Ligne blanche (émission hebdomadaire) : présentation et divers personnages dont Marjorie Poulet, la grand-mère…
- 2008 : Inside Jamel Comedy Club (série) d'Olivier Braumstein : elle-même
- 2008 : Jamel Comedy Club, saison 3 (émission de télévision créée par Jamel Debbouze) : elle-même
- 2008 : Rien dans les poches (téléfilm en 2 parties) de Marion Vernoux : Lisa
- 2010 : L'Homme sans nom (téléfilm) de Sylvain Monod : Margot Rizzi
- 2011 : Les Livres qui tuent (téléfilm) de Denys Granier-Deferre : Madeleine Maury
- 2011 : La Part des anges (téléfilm) de Sylvain Monod : Bouboule
- 2011 : Bref (série télévisée de Canal +), épisodes 19 et 34 : Katie
- 2012 - 2014 : WorkinGirls (série télévisée sur Canal+) : Hélène Grilloux
- 2013 : Des frères et des sœurs (téléfilm) d'Anne Giafferi : Alice
- 2016 : Damoclès (téléfilm) de Manuel Schapira (de) : Lucie
- 2021 : La Meilleure Version de moi-même (série télévisée de Canal + en 9 épisodes) de Blanche Gardin : Elle-même

#### Courts métrages
- 2009 : Cathy d'Elsa Barrère : Cathy
- 2010 : There is the War d'Olivier Laneurie : Léa
- 2017 : Sur un AirBnb de Zazon Castro

#### Clips
- 2009 : J'sais pas d'Anaïs Croze : voleuse

### Scénariste
- 2008 : Inside Jamel Comedy Club (émission de télévision), coscénariste avec Fabrice Éboué et Thomas Ngijol.
- 2013-2020 : Parents mode d'emploi (série télévisée), cocréatrice.
- 2014 : Le Crocodile du Botswanga, coscénariste avec Fabrice Éboué.
- 2017 : Problemos d'Éric Judor[15], coscénariste avec Noé Debré.
- 2021 : La Meilleure Version de moi-même (série télévisée), coscénariste avec Noé Debré et Béatrice Fournera

### Réalisatrice
- 2021 : La Meilleure Version de moi-même (série télévisée)

## Théâtre
- 2006 : Jamel Comedy Club, au Théâtre de Dix Heures.
- 2007 : Jamel Comedy Club, au Casino de Paris et tournée.
- 2015 : Il faut que je vous parle de Blanche Gardin, à La Nouvelle Seine et en tournée.
- 2017 : Je parle toute seule de Blanche Gardin, mise en scène de Maïa Sandoz, à L'Européen et en tournée.
- 2018 : Zaï zaï zaï zaï d'après Fabcaro, mise en scène de Paul Moulin, festival PULP, la Ferme du Buisson[36].
- 2018 : Bonne nuit Blanche de Blanche Gardin, mise en scène de Maïa Sandoz, à La Cigale et en tournée.

## Publication
- Il faut que je vous parle, Paris, First Édition, 2016, 181 p. (ISBN 978-2-7540-8470-3)Transcription du spectacle éponyme donné à la Nouvelle Seine à Paris en 2015.

## Prix et récompenses
- Molières 2018 : Molière de l'humour pour Je parle toute seule, mise en scène de Maïa Sandoz
- Molières 2019 : Molière de l'humour pour Bonne nuit Blanche, mise en scène de Maïa Sandoz
- Lisbon & Estoril Film Festival 2020 : prix spécial du jury pour sa performance dans Effacer l'historique[37]